# Mutsu
Mutsu (jap. むつ市 Mutsu-shi) – miasto w północnej Japonii, na wyspie Honsiu, w prefekturze Aomori. Miasto ma powierzchnię 864,12 km². W 2020 r. mieszkały w nim 54 103 osoby, w 23 996 gospodarstwach domowych  (w 2010 r. 61 066 osób, w 24 721 gospodarstwach domowych) .

## Znane osoby pochodzące z Mutsu
- Ken’ichi Matsuyama – model i aktor